# Giovanni D'Ascenzi
Giovanni D'Ascenzi (Valentano, 6 gennaio 1920 – Dreini, 26 febbraio 2013) è stato un vescovo cattolico e sociologo italiano.

## Biografia
Nasce a Valentano, in diocesi di Montefiascone, il 6 gennaio 1920, da Angelo e Francesca Firmani.
Dopo aver svolto gli studi ginnasiali nel seminario di Montefiascone dal 1931 al 1936. Dall'ottobre 1936 al giugno 1943 frequenta il Liceo e la Teologia nel Seminario regionale per l'Alto Lazio, presso il santuario di Santa Maria della Quercia di Viterbo.
Ordinato presbitero il 19 giugno 1943 nella cattedrale di Montefiascone, celebra la prima messa a Valentano il seguente 24 giugno, festa del Corpus Domini.
Superato il periodo bellico frequenta, dal 1948 al 1950, la Facoltà teologica della Pontificia Università Gregoriana, conseguendo la laurea in Teologia.
Dal 1952 al 1975 è consigliere ecclesiastico nazionale della Coltivatori Diretti. È docente di Sociologia rurale presso l'Università Cattolica di Piacenza e la Pontificia Università Urbaniana di Roma.
È autore di numerosi studi e pubblicazioni sulla dottrina della Chiesa e il mondo rurale.
Il 7 ottobre 1975 è eletto vescovo di Sovana-Pitigliano. Trasferito alle sedi di Arezzo, Cortona e Sansepolcro l'11 aprile 1983, ne governa l'unificazione avvenuta il 30 settembre 1986, divenendone il primo vescovo. I primi anni del suo episcopato sono caratterizzati dal dibattito in merito all'unificazione delle tre diocesi, che non ha trovato l'unanimità né del clero né del laicato. Subito dopo l'unificazione provvede a dare alla nuova diocesi un'adeguata fisionomia istituzionale, basata sulla suddivisione del territorio in zone pastorali e vicariati. Inoltre costituisce i nuovi organismi di partecipazione e l'Istituto Diocesano per il Sostentamento del Clero. Nel 1994 accoglie papa Giovanni Paolo II in visita alla diocesi e nel 1995-1996 promuove la celebrazione del secondo centenario del miracolo della Madonna del Conforto. Il suo nome rimane legato a una numerosa serie di restauri architettonici e artistici, che portano al recupero del patrimonio culturale delle tre ex diocesi; tra le opere d'arte restaurate su sua iniziativa anche il Volto santo di Sansepolcro, il cui restauro ha permesso di datare la scultura ai secoli VIII-IX e di aprire il dibattito sul rapporto con il Volto Santo di Lucca.
L'8 giugno 1996 papa Giovanni Paolo II accetta la sua rinuncia al governo pastorale della diocesi di Arezzo-Cortona-Sansepolcro per raggiunti limiti di età.
Muore all'età di 93 anni il 26 febbraio 2013 nella casa di riposo Santa Maria Maddalena di Dreini, di cui era stato tra i fondatori, a causa delle deteriorate condizioni fisiche.

## Genealogia episcopale e successione apostolica
La genealogia episcopale è:
- Cardinale Scipione Rebiba
- Cardinale Giulio Antonio Santori
- Cardinale Girolamo Bernerio, O.P.
- Arcivescovo Galeazzo Sanvitale
- Cardinale Ludovico Ludovisi
- Cardinale Luigi Caetani
- Cardinale Ulderico Carpegna
- Cardinale Paluzzo Paluzzi Altieri degli Albertoni
- Papa Benedetto XIII
- Papa Benedetto XIV
- Cardinale Enrico Enriquez
- Arcivescovo Manuel Quintano Bonifaz
- Cardinale Buenaventura Córdoba Espinosa de la Cerda
- Cardinale Giuseppe Maria Doria Pamphilj
- Papa Pio VIII
- Papa Pio IX
- Cardinale Alessandro Franchi
- Cardinale Giovanni Simeoni
- Cardinale Antonio Agliardi
- Cardinale Basilio Pompilj
- Cardinale Adeodato Piazza, O.C.D.
- Cardinale Sebastiano Baggio
- Vescovo Giovanni D'Ascenzi

La successione apostolica è:
- Vescovo Giacomo Babini (1987)